# Степной Дворец
Степно́й Дворе́ц (бур. Талын Ордон) — село в Кабанском районе Бурятии. Входит в сельское поселение «Ранжуровское».

## География
Расположено в полукилометре к западу от улуса Ранжурово, на юго-западной окраине дельты Селенги, в 8 км восточнее байкальского залива Сор-Черкалово.

## История
Основано в начале XVIII века яренским купцом Григорием Афанасьевичем Осколковым (? — 10 декабря 1714 года). Осколков построил здесь скотный двор, который был передан Посольскому монастырю. Строение позднее начали называть Монастырским дворцом, а затем селением Дворецким.
28 августа 1866 года была освящена церковь во имя Предтечи и Крестителя Господня Иоанна.
В 1909 году в селе было создано Степно-Дворцовое кредитное товарищество — одно из первых в Бурятии».

## Население
| 2002 | 2010 |
| ---- | ---- |
| 422  | ↘338 |

## Родились в селе
- Калашников, Леонид Иванович — депутат Государственной думы Российской Федерации V, VI, VII и VIII созывов.
- Суворов, Николай Фёдорович — полный кавалер ордена Славы.